# Bataille de Prémesques
Première Guerre mondiale
La bataille de Prémesques qui s’est déroulée du 18 au 20 octobre 1914 durant la Première Guerre mondiale dans le nord de la France  est un épisode de la course à la mer.
La bataille  fait à la suite de la prise de Lille par les allemands le 13 octobre, à la tentative de reconquête de la ville par les britanniques et à l’abandon d’Armentières par les allemands le 16 octobre. 
Elle met aux prises les britanniques de plusieurs bataillons du régiment de Leinster composés principalement de soldats irlandais chargés de reconquérir le fort Sénarmort  où les allemands se sont installés depuis le 10 octobre à proximité du village de Prémesques depuis le 10 octobre et les allemands (saxons) du 179e régime d’infanterie.
Les saxons conquièrent le 20 octobre le village où s’étaient installés les irlandais qui perdent  434 hommes après des bombardements de l’artillerie allemande et une attaque au corps à corps. Les bataillons irlandais se replient sur leurs positions de départ à La Chapelle d'Armentières où les britanniques se maintiendront plus de 3 ans.
Les allemands expulsent les habitants de Prémesques et s’installent dans les maisons transformées en cantonnements à proximité du front qui reste fixé à moins de 2 kilomètres.